# Draba radicans
Draba radicans là một loài thực vật có hoa trong họ Cải. Loài này được Royle mô tả khoa học đầu tiên năm 1834.